# Чиндагатайское сельское поселение
Се́льское поселе́ние «Чиндагатайское» — муниципальное образование на юго-востоке Александрово-Заводского района  Забайкальского края Российской Федерации. Расположено в 35 км от с. Александровский Завод. Образовано в XVIII в. 
Законом Забайкальского края от 9 сентября 2011 года № 543-ЗЗК, с 1 октября 2011 года, объединены сельские поселения «Шаринское» и «Чиндагатайское» в сельское поселение «Чиндагатайское» с административным центром в селе Чиндагатай, включающее село Шара, село Шаракан.
Административный центр — село Чиндагатай.

## История
Статус и границы сельского поселения установлены Законом Читинской области от 19 мая 2004 года «Об установлении границ, наименований вновь образованных муниципальных образований и наделении их статусом сельского, городского поселения в Читинской области».

## Население
| 2010 | 2011 | 2012 | 2013 | 2014 | 2015 | 2016 |
| ---- | ---- | ---- | ---- | ---- | ---- | ---- |
| 409  | ↘407 | ↗547 | ↘530 | ↘500 | ↘471 | ↘449 |
| 2017 | 2018 | 2019 | 2020 | 2021 |      |      |
| ↘424 | ↘393 | ↘372 | ↘297 | ↘284 |      |      |

## Состав сельского поселения
| № | Населённый пункт | Тип населённого пункта       | Население |
| - | ---------------- | ---------------------------- | --------- |
| 1 | Чиндагатай       | село, административный центр | ↘262      |
| 2 | Шара             | село                         | ↘7        |
| 3 | Шаракан          | село                         | ↘13       |